# Jellybean Recordings
Jellybean Recording est un label de musique house new-yorkais fondé en 1995 par John 'Jellybean' Benitez.
Jellybean Soul et Fuego Recordings sont deux sous-labels de Jellybean Recordings.

## Artistes (liste non exhaustive)
- 95 North
- Abicah Soul Project
- Blaze
- B.O.P.
- Kenny Bobien
- Darryl D'Bonneau
- Instinct
- Marlon D.
- Mena Keys
- Quentin Harris
- Pulse
- Ce Ce Rogers
- Soul Solution
- Eddie Stockley